# Droga wojewódzka nr 820
Droga wojewódzka nr 820 (DW820) – droga wojewódzka w województwie lubelskim, w powiatach parczewskim i łęczyńskim, łącząca Sosnowicę z Łęczną. Długość tej trasy to 29,688 km.

## Charakterystyka trasy
Droga nr 820 w połączeniu z drogą 819 stanowi alternatywne (i szybsze do pokonania) połączenie Parczewa z Łęczną w stosunku do drogi wojewódzkiej 813.

## Parametry techniczne
Droga ma klasę G o przekroju jednojezdniowym, z dwoma pasami ruchu o szerokości 3-3,5 m (po jednym w każdym kierunku) z nawierzchni z asfaltobetonu. Większe skrzyżowania to ronda.
Na całej długości dostosowana jest do nacisku 115 kN/oś.

## Rozbudowa drogi
W latach 2023-2024 kosztem 86,8 mln zł zmodernizowano ponad dziewięciokilometrowy odcinek Dąbrowa – Łęczna stanowiący 43% długości całej trasy. Prace objęły kompleksową przebudowę jezdni i wszystkich obiektów inżynierskich. Wzdłuż całego odcinka powstała droga rowerowa pokryta asfaltobetonem.
W latach 2026-2027 zaplanowany do przebudowy jest dziewiętnastokilometrowy odcinek Sosnowica – Dąbrowa.

## Zarządcy drogi
Zarządcą drogi jest Zarząd Dróg Wojewódzkich w Lublinie – Rejon DW Parczew.

## Miejscowości leżące przy trasie DW820
- Sosnowica 819
- Stary Orzechów
- Nowy Orzechów
- Piaseczno
- Rogóźno
- Dąbrowa
- Dratów
- Ludwin
- Ludwin-Kolonia
- Ludwin
- Stara Wieś-Kolonia
- Podzamcze 813
- Łęczna 82 829